# Palazzo Pretorio (Sovana)
Pour les articles homonymes, voir Palazzo Pretorio.
Le Palazzo Pretorio est un des monuments du centre de Sovana, une frazione de Sorano en province de Grosseto qui date du Moyen Âge, entre la fin du XIIe et le début du XIIIe siècle comme l'atteste un document de 1208.
Comme beaucoup de palais de villes et villages toscans indépendants, sa façade est recouverte de médaillons en terracotta ou en pierre, armes de ses anciens capitaines du peuple.
La Loggia del Capitano lui est adossée du côté gauche.
Il accueille aujourd'hui le centro di documentazione del territorio sovanese. 